# 将作监
将作监是中国古代负责宫室、宗庙、陵寝等政府土木建筑的机构，兼领百工。秦、汉、魏、晋、隋、唐沿置，均隶属少府（少府监），少府负责工程技术与相关政令，将作监负责组织具体施工和隶属政府的匠户的日常管理。
宋代与少府监并立，政令仰工部。元代称将作院，管理范围包括前代少府监与将作监。明代初设将作司，后废入工部。清朝以工部掌其事。